# Енді Маршалл
Ендрю Джон "Енді" Маршал (англ. Andrew John "Andy" Marshall; нар. 14 квітня 1975, Бері-Сент-Едмендс) — колишній англійський футболіст, воротар. За свою кар'єру гравець змінив багато клубів, але майже весь час виступав у нижчих англійських лігах.

## Досягнення

### Клубні
- Фіналіст кубка Англії: 2004

### Індивідуальні
- Гравець року «Норвіч Сіті»: 2001
- Гравець року «Ковентрі Сіті»: 2007